# Nico Bloembergen

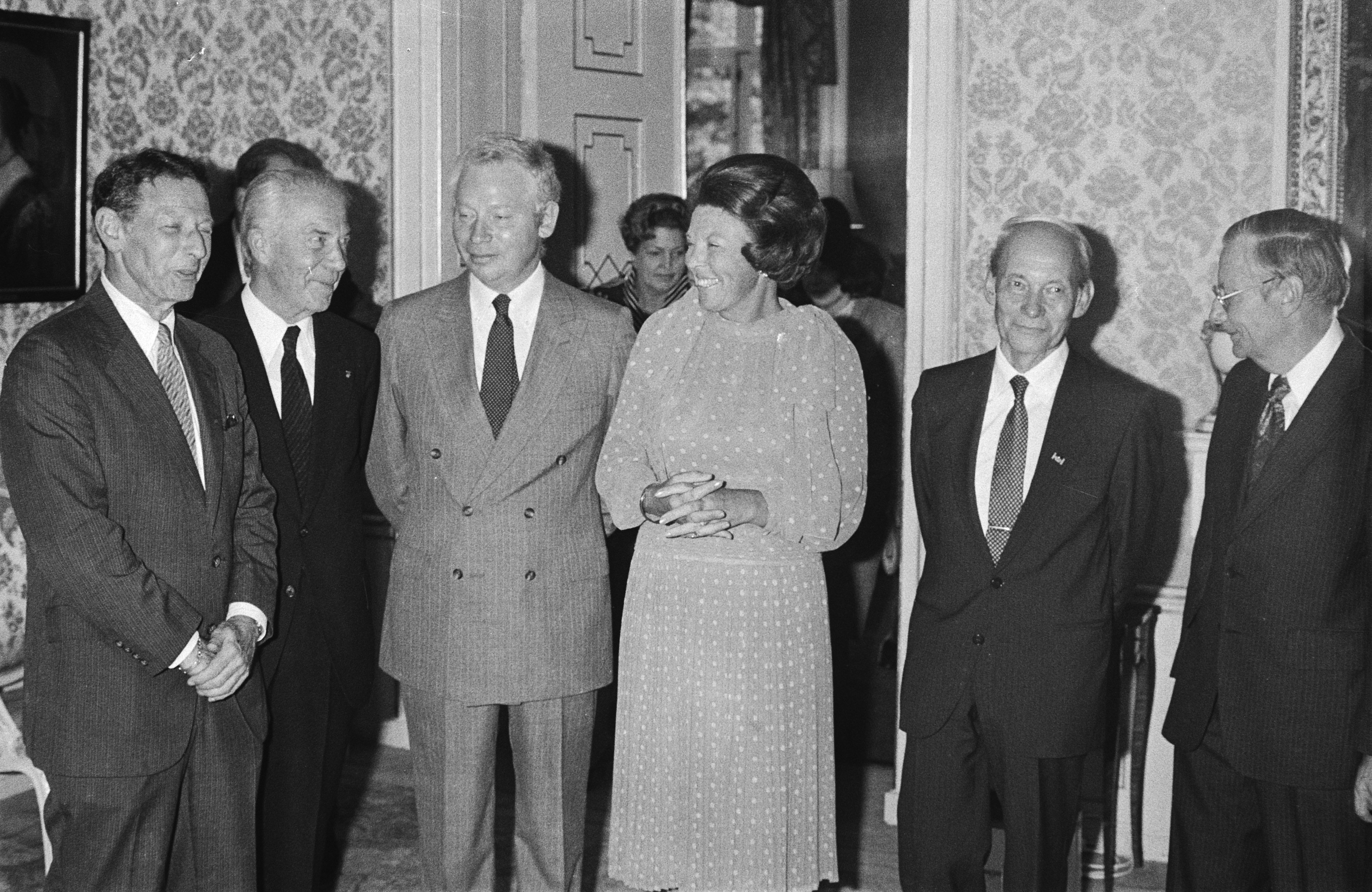
Beatrix ontvangt 5 Nobelprijswinnaars (1983): Paul Berg, Christian de Duve, Steven Weinberg, Manfred Eigen & Nicolaas Bloembergen

Nicolaas (Nico) Bloembergen (Dordrecht, 11 maart 1920 – Tucson, 5 september 2017) was een Nederlands-Amerikaans natuurkundige en Nobelprijswinnaar. Hij was een grondlegger van de kernspinresonantie (NMR en MRI), lasers en niet-lineaire optica. Hij was een broer van Auke Bloembergen.

## Voorgeslacht
De Bloembergens waren in de achttiende en negentiende eeuw een bankiersfamilie in Leeuwarden. Nico Bloembergens grootvader werd directeur van een kunstmestfabriek in Zwijndrecht. Ook de vader van Bloembergen, Auke, werd directeur van de kunstmestfabriek, waarvan het hoofdkantoor naar Utrecht was verhuisd. Zijn moeder, Sophia Maria Quint, was voor haar huwelijk onderwijzeres Frans. In 1925 kwamen de Bloembergens terecht in Bilthoven, waar Nico ook opgroeide.

## Opleiding
Op het Utrechts Stedelijk Gymnasium, waar Bloembergen van 1932 tot 1938 op zat, was hij de beste van zijn eindexamenjaar. Van 1938 tot 1943 studeerde Bloembergen natuurkunde aan de toenmalige Rijksuniversiteit Utrecht (tegenwoordig Universiteit Utrecht). Hij kwam, volgens eigen zeggen, onder de indruk van de manier waarop prof. Leonard Ornstein de wetenschap beoefende en omdat het een moeilijk en uitdagend onderwerp leek. Ornstein werd vanwege zijn joodse afkomst door de Duitse bezetter in november 1940 gedwongen zijn ambt neer te leggen en stierf een jaar later.
Bloembergens leermeester in Utrecht werd prof. Pim Milatz, de opvolger van Ornstein. Milatz hield zich vooral bezig met de Brownse beweging. Net voor de bezetter in 1943 de universiteiten sloot lukte het hem zijn doctoraalexamen af te ronden. Na zijn afstuderen werd Bloembergen assistent-rijksambtenaar en brandweerman en kon zo niet meer opgeroepen worden voor de Arbeitseinsatz in Duitsland. Van 1943 tot 1945 studeerde hij thuis in de hongerwinter van 1944-1945 bij het licht van een walmende stookolielamp kwantummechanica uit een boek van Hendrik Kramers. Er was namelijk door de oorlogsomstandigheden geen elektriciteit en vanwege het gebrek aan goede olie moest hij de lamp iedere twintig minuten schoonmaken.
Na de oorlog wilde Bloembergen weg uit het verwoeste Europa, naar de Verenigde Staten. Eind 1945 verliet hij Nederland om onderzoek te doen aan de Harvard-universiteit als graduate student. Zes weken voor zijn komst had Edward M. Purcell met Robert Pound kernspinresonantie ontdekt. Onder begeleiding van Purcell werd Bloembergen aangesteld om de eerste NMR-machine te bouwen. Op Harvard volgde hij college bij de kwantummechanicus Julian Schwinger en Edwin Kemble. Na zijn Harvard-avontuur promoveerde Bloembergen in 1948 aan de Rijksuniversiteit Leiden op zijn proefschrift Nuclear Magnetic Relaxation bij Cornelis Jacobus Gorter. John van Vleck en Purcell hadden aan Harvard Bloembergen bij zijn werk begeleid. Hij trouwde in 1950 in Amsterdam met Deli Brink, dochter van de bioloog Rinse Brink die hij in 1948 in Nederland had ontmoet.

## Loopbaan
In 1948 keerde hij terug naar Harvard, waar hij een aanstelling als Junior Fellow kreeg. In 1951 werd Bloembergen Associate Professor of Applied Physics. In 1957 werd hij Gordon McKay Professor, in 1974 Rumford Professor of Physics en in 1980 Gerhade Gade University Professor. In 2000 werd Bloembergen Professor of Optical Sciences aan de University of Arizona, Tucson, Arizona.
In 1958 kreeg hij de Amerikaanse nationaliteit.
In 1984 was Bloembergen met Kumar Patel van Bell Labs covoorzitter van een commissie die de wetenschappelijke merites moest beoordelen van het Strategic Defense Initiative (SDI), beter bekend als Star Wars. Dit project van de regering-Reagan moest intercontinentale Sovjet-kernwapens met behulp van laserwapens vernietigen. Het eenstemmige oordeel van de commissie was vernietigend voor het project: SDI met lasers was niet mogelijk. Het project met lasers werd voorgoed gestopt, ondanks felle kritiek van onder meer Edward Teller.
Hij overleed op 97-jarige leeftijd in zijn woonplaats Tucson, Arizona.

## Werk

### Kernspinresonantie (NMR)
De publicatie die aan zijn dissertatie ten grondslag lag, is een van de meest geciteerde publicaties in de natuurkunde. Tot nu (2017) toe is het 2455 maal geciteerd. NMR, kernspinresonantie, wordt toegepast in de scheikunde en biologie. Zo wordt NMR al bijna 50 jaar routinematig in de organische chemie voor structuuropheldering gebruikt. NMR is ook verder ontwikkeld tot de MRI-scanner. De MRI-scanner wordt gebruikt voor onderzoek in de biologie en geneeskunde en diagnose eveneens in de geneeskunde. Een verdere ontwikkeling is functionele MRI voor modern hersenonderzoek.

### Maser
Na zijn werk aan NMR, werd de vaste-stofmaser een tweede interessegebied van Bloembergen. Hierbij kwam vooral zijn kennis die bij het onderzoek naar kernspinresonantie had opgeleverd naar de verschillende energieniveaus bij moleculen goed van pas. Ook op masergebied werd Bloembergen een van de pioniers. Hoewel de eerste maser begin jaren 1950 werd vervaardigd ontwikkelde Bloembergen in 1956 de theoretisch basis voor een drietraps-systeem, dat later ook toegepast werd in lasers. Bij een drietraps-maser vallen de elektronen die door een externe energiebron naar het hoogste energieniveau zijn aangeslagen niet meteen terug naar het grondniveau, maar deze hopen zich op in een tussenniveau. Als ze daarna, gestimuleerd door externe elektromagnetische straling, alsnog terugvallen naar het grondniveau ontstaat er een intense en sterk samenhangende elektromagnetische golf.
Masers werden onder andere als versterkers voor radioantennes in de radar gebruikt, waaronder het Amerikaanse militaire Distant Early Warning Line radarsysteem (1958) en in de eerste satellietverbinding tussen de VS en Europa (Telstar, 1962). Penzias en Wilson kregen in 1978 de Nobelprijs voor Natuurkunde voor de ontdekking van de kosmische microgolf achtergrondstraling. Voor de detectie van die straling gebruikten zij in de grote communicatiesatelliet een door Bloembergen ontwikkelde vaste-stofmaser. Zelf won Bloembergen in 1981 de Nobelprijs voor Natuurkunde voor laserspectroscopie, samen met Arthur Schawlow en Kai Siegbahn.

### Vastestoflaser
Na de maser, werkte Bloembergen aan vastestoflaser. De drietraps-laser, voortkomende uit de door Bloembergen ontwikkelde drietrapsmaser, wordt tegenwoordig in het grootste deel van de laserapparatuur gebruikt. De toepassingen van lasertechniek zijn enorm. Chirurgie, branden van etiketten, lassen van autocarrosserieën, nauwkeurige bepaling van afstanden op aarde in de landmeetkunde en ook de afstand aarde-maan, de cd-speler en communicatie door glasvezels: dit is een greep uit de duizenden toepassingen van lasers.

### Niet-lineaire optica
Een volgend onderzoeksgebied van Bloembergen was de niet-lineaire optica. Hiervoor gebruikte hij de laser als intense lichtbron. Met de hoge intensiteit van laserlicht konden bijzondere effecten in materie zichtbaar worden gemaakt die bij gewone interactie van licht niet te zien zijn. Bloembergen definieerde de volgende optische wetten opnieuw voor niet-lineaire optica:
- Reflectiewet van Heron van Alexandrië, eerste eeuw na Christus; Bloembergen en Pershan, 1962
- Brekingswet van Snellius, 1621; Bloembergen en Pershan, 1962
- Intensiteit van weerkaatst en gebroken licht, fresnelvergelijkingen van Augustin Jean Fresnel; Bloembergen en Pershan, 1962
- Theorie conische breking William Hamilton, 1833; Bloembergen en Shih, 1969
- Experimentele bevestiging conische breking Lloyd, 1833; Schell en Bloembergen, 1977

Met niet-lineaire optica kon weer ander fundamenteel onderzoek verricht worden, zoals de toepassing van femtoseconde time-resolved spectroscopie, waarmee met zeer korte pulsen chemische reacties bekeken kunnen worden. In 1999 werd hiervoor aan Ahmed H. Zewail de Nobelprijs voor scheikunde verleend. Een toepassingsgebied van de niet-lineaire optica is het gebruik van glasvezel voor telecommunicatie.

## Prijzen en lidmaatschappen

### Prijzen
- 1958 - Oliver E. Buckley Prize for Solid State Physics van de American Physical Society[9]
- 1959 - IEEE Morris Liebmann Memorial Award[10]
- 1961 - Stuart Ballantine Medal van het Franklin Institute
- 1972 - Half-Moon Trophy van de Netherland Club of New York[11]
- 1974 - National Medal of Science
- 1978 - Lorentzmedaille van de Koninklijke Academie van Wetenschappen, theoretische natuurkunde
- 1980 en 1987 - Alexander von Humboldt Senior U.S. Scientists Award[12]
- 1981 - Nobelprijs voor Natuurkunde (gedeeld met Arthur Schawlow en Kai Siegbahn) Bloembergen en Schawlow kregen de prijs voor hun werk aan laserspectroscopie; Siegbahn voor de ontwikkeling van elektronenspectroscopie.
- 1983 - IEEE Medal of Honor
- 1983 - Commandeur in de Orde van Oranje-Nassau
- 1989 - Alexander von Humboldt Medal
- 2005 - Russell Varian Prize[13]

### Lidmaatschappen
- Lid van de National Academy of Sciences, Washington D.C.
- Lid van de American Academy of Arts and Sciences, Cambridge, Massachusetts
- Correspondent van de Koninklijke Nederlandse Akademie van Wetenschappen, Amsterdam
- President American Physical Society

## Eredoctoraten en gasthoogleraarschappen

### Eredoctoraten
- Laval University[14], Quebec, Canada 1988
- University of Connecticut[15] 1989
- University of Hartford[16], West Hartford, Connecticut 1991
- University of Massachusetts Lowell[17], Lowell 1994
- University of Central Florida[18], Orlando 1996
- Staatsuniversiteit van Moskou 1997
- North Carolina State University[19], Raleigh 1998
- Harvard University[20], Cambridge 2000
- The University of Arizona[21], Tucson 2008

### Gasthoogleraarschappen
- École Normale Supérieure, Parijs
- Universiteit van Californië - Berkeley, Berkeley (Californië)
- Rijksuniversiteit Leiden
- Bangalore University[22], Bangalore, India
- Collège de France, Parijs
- Fudan-universiteit, Shanghai, China

## Vernoemd
In 1977 is een planetoïde naar Bloembergen genoemd.
In 2001 heeft de Universiteit Utrecht een gebouw naar Bloembergen vernoemd. Daar wordt kernspinresonantie (NMR) toegepast voor fundamenteel onderzoek in de scheikunde.

## Publicaties
- Nonlinear Optics (W.A. Benjamin, New York, 1965)
- Encounters in Magnetic Resonances (World Scientific, Singapore, 1996)
- Encounters in Nonlinear Optics (World Scientific, Singapore, 1996)

Auteur of coauteur van 370 artikelen.